# Jan Verveer
Jan Verveer (gedoopt Rotterdam 27 augustus 1775 - 22 augustus 1838) was een militair, koloniaal staatsman en diplomaat.
Verveer begon zijn carrière in 1796 als luitenant. In 1799 werd hij met behulp van familie benoemd tot secretaris en fiscaal van de marine. Aan zijn diensttijd bij de marine kwam in 1799 al een einde met het Vlieter-incident, de overgave van een Nederlands eskader aan de Britse vloot, zonder dat er ook maar een enkel schot gelost werd.
Na de Vrede van Amiens (1802) werd hij secretaris en ontvanger voor Willem Hendrik Rink die werd hersteld in de functie van bewindhebber over Sint Maarten en Saba. In 1806 werd Verveer benoemd tot gouverneur, en in 1809 werd hij ook bewindhebber over Sint Eustatius. In 1810 bezetten de Engelsen Sint Maarten en namen hem krijgsgevangen, maar in 1812 werd hij uit krijgsgevangenschap ontslagen. Toen de Franse overheersing op zijn einde liep bood hij generaal Kraijenhoff zijn diensten aan, en vergezelde hem bij het beleg van Naarden. Koning Willem I benoemde hem in 1815 tot ridder in de Militaire Willems-Orde.
Hij werd na de Franse Tijd in Nederland belast met verschillende functies in het Caribische  en Centraal-Amerikaanse gebied.
In 1836 en in 1837 werd hij uitgezonden naar de Nederlandse Goudkust om oproer onder de lokale bevolking te onderdrukken. Het lukte Verveer met behulp van bevriende stammen de  opstand te beteugelen; de leider van de Ahanta bevolking, Badu Bonsu II, werd terechtgesteld, en met de koning van de Ashanti, Kwaku Dua I, werden betrekkingen aangeknoopt. Hij sloot een overeenkomst met Kwaku Dua voor de werving van enige duizenden Afrikaanse rekruten voor Nederlands-Indië. Onderdeel van de overeenkomst was de opleiding van twee jonge Ashanti-prinsen, Aquasi Boachi en Kwame Poku, in Nederland. Het tropische klimaat aan de Goudkust werkte negatief uit op Verveers gezondheid en hij werd bedlegerig. Hij overleed aan boord van het korvet Zr.Ms. Amphitrite tijdens de terugreis naar Nederland.
- Biografisch Portaal: 20679501
- Digitale Bibliotheek voor de Nederlandse Letteren: verv029
- International Standard Name Identifier: 0000 0003 9071 0155
- Nederlandse Thesaurus van Auteursnamen: 202423093
- Virtual International Authority File: 284414845
- WorldCat: E39PBJcWwJq8gm86pCyy38B3wC